# Григорьев, Александр Валерьевич
Александр Валерьевич Григорьев (род. 19 февраля 1963, Москва) — российский топ-менеджер, генеральный директор, председатель правления OСАО «Ингосстрах» (до апреля 2014 года). Авторитетный и популярный на страховом рынке руководитель, входил в ТОП-10 страховщиков, вызывающих наибольший интерес (2011 год — 6-е место, 2012 год — 4-е место, 2013 год — 6-е место).

## Биография
Александр Григорьев родился 19 февраля 1963 года в Москве.
В 1985 году окончил Московский финансовый институт по специальности «Международные экономические отношения», и пошёл служить в армию.

## Карьера
Начал трудовую деятельность в 1987 году во Всесоюзном внешнеторговом объединении «Совэлектро» в должности старшего экономиста, затем — главного бухгалтера.
В 1989 году назначен начальником валютно-финансового отдела государственной внешнеторговой фирмы «Электропривод импорт-экспорт» («Элпримекс»), позже занял в ней пост главного бухгалтера. В том же году участвует в создании Межкомбанка. С 1990 по 1997 год работал в Межкомбанке в должностях начальника валютно-финансового управления, главного бухгалтера, заместителя председателя правления банка. Курировал в банке деятельность валютно-финансовго управления. В сентябре 1996 года в связи с введением в Межкомбанке должности президента банка занял эту должность. Был членом Совета директоров Межкомбанка.
В ноябре 1999 года стал первым заместителем председателя правления банка «Русский стандарт» и с тех пор неразрывно связан с личными финансами. С февраля 2000 года работал исполняющим обязанности, с апреля 2000 года по октябрь 2001 года — председателем правления АКБ «Русский стандарт». С июля 2000 был членом совета директоров АКБ «Русский стандарт», входил в биржевой совет Московской межбанковской валютной биржи (ММВБ).
С февраля по июнь 2002 года — первый заместитель председателя правления АКБ «Автобанк». Курировал вопросы, связанные с работой банка в регионах, отвечал за развитие клиентской базы банка.
С 2003 года возглавлял «Дельтабанк» в должностях главного исполнительного директора, председателя правления и президента.
В 2005 году перешёл на работу в ОСАО «Ингосстрах» на должность генерального директора и председателя правления. 2 апреля 2014 года ушёл с должности генерального директора ОСАО «Ингосстрах», оставив за собой возможность принимать участие в деятельности компании. В настоящее время является советником генерального директора.

## Прочая деятельность
В 2009 году включён в первую сотню кадрового резерва России.
В сентябре 2011 года возглавил кафедру  Финансового университета.
С ноября 2011 года входит в экспертный совет по страхованию при ФСФР.

## Семья
Женат, четверо детей.

## Награды и премии
Лауреат премии «Финансовая элита России» 2006 года в номинации «Человек года».
Лауреат премии «Персона года» в номинации «Финансист года» в 2009 году.
Номинант премии Ассоциаци менеджеров «Аристос-2011» в номинации «Высший руководитель».